# Halo: The Master Chief Collection
Halo: The Master Chief Collection es una remasterización de los videojuegos de disparos en primera persona de la saga Halo para la consola Xbox One, el cual salió a la venta en Estados Unidos el 11 de noviembre de 2014 y en Europa el 14 de noviembre del mismo año. Se compone de Halo 1 Combat Evolved, Halo 2, Halo 3 y Halo 4 con sus modos multijugador completos con contenido adicional. Pero también en 2014 fue añadido Halo 3 ODST como compensación por los errores en el matchmaking que la colección traía al inicio. Todos los juegos recibieron mejoras gráficas para su lanzamiento, pero a Halo 2 se le asignó  alta definición como en Halo: Combat Evolved Anniversary. El videojuego incluye acceso a la serie en imagen real llamada Halo: Nightfall, así como acceso a la beta multijugador de Halo 5: Guardians, que estuvo disponible por tiempo limitado. El 12 de marzo de 2019 fue anunciado para PC y el 3 de diciembre del mismo año la colección fue lanzada para Windows 10 en la plataforma Steam. Inicialmente incluía solo a Halo Reach, pero los demás juegos saldrían a medida que fueran anunciados. Actualmente la colección está completa en Windows 10 con: Halo Reach, Halo Combat Evolved Anniversary, Halo 2 Anniversary Halo 3, Halo 3 ODST y Halo 4.

## Modo de juego
Por primera vez, toda la saga del Jefe Maestro en una única consola. Incluye una versión completamente remasterizada de Halo 2: Anniversary, Halo: Combat Evolved Anniversary, Halo 3 y Halo 4 recreados con la fidelidad gráfica de Xbox One y a 60 fps, la nueva serie digital Halo: Nightfall y acceso a la Beta de Halo 5: Guardians. Sin duda, la experiencia Halo definitiva, disponible el 14 de noviembre de 2014. La colección consta de Halo: Combat Evolved, Halo 2, Halo 3 y Halo 4 (con Halo 2 que recibe el nombre de Anniversary) repleto con todo su catálogo de extras, incluyendo todos los mapas multijugador y modos de juego. Los cuatro juegos recibieron una resolución (1080p), actualizaciones de iluminación y un aumento a 60 cuadros por segundo. Halo: Combat Evolved Anniversary se basa en la resolución de alta definición del original lanzado en el 2011 para la Xbox 360. Halo 2 está siendo remasterizado y se piensa que es el núcleo de la recopilación. Halo 3 y Halo 4, ya en alta definición, solo reciben las actualizaciones estándar. La compilación cuenta con nuevos logros, y todas las dificultades y modos de juego se desbloquean desde el principio. No ha habido ningún cambio en las historias o modos de juegos de los originales. Al igual que en Halo 1 Combat Evolved Aniversary, los jugadores en Halo 2 también pueden cambiar entre los gráficos actuales y los originales durante el juego, sus escenas también se han actualizado. Debido a que solo seis de los mapas multijugador fueron remasterizados, serán usados en Halo 2: Anniversary, mientras que un Halo 2 con multijugador estándar incluye todos los mapas publicados en el juego con una actualización en las gráficas.
El menú Extras tiene el acceso al modo beta para el multijugador de Halo Nightfall y Halo 5: Guardians. Halo Nightfall es una serie de videos digitales semanales dirigidos por Sergio Mimica-Gezzen y producido por Ridley Scott diseñado para conducir el lanzamiento de Halo 5 beta y conectarlo con la serie del mismo. Halo 5 beta comienza el 27 de diciembre de 2014 al 22 de enero de 2015. El vídeo incluye también un nuevo prólogo y epílogo para enlazar la historia del nuevo videojuego.

## Desarrollo
La colección es desarrollada por 343 Industries en colaboración con Certain Affinity y Saber Interactive. Mientras que 343 Industries Más conocido como Abreviado 343i o 343 diseña las interfaces y redes en línea, Certain Affinity desarrolló el multijugador y Saber Interactive la actualización de la campaña de Halo 2. Las actualizaciones de las escenas de este juego son producidos por Blur. El diseñador del multijugador del juego, Max Hoberman, volvió a trabajar para remasterizarlos. La actualización para Halo 2 Aniversary coincide con su décimo aniversario. Los juegos en los que no protagoniza Master Chief, como Halo 3 ODST y Halo Reach no fueron incluidos al principio. A finales del 2014 para compensar todos los bugs de la Halo: The Master Chief Collection lanzaron Halo 3 ODST, y lo regalaron a los usuarios que habían jugado en línea a  Halo: The Master Chief Collection. En 2019 anunciaron que Halo Reach también sería añadido.

## Lanzamiento
La colección salió a la venta en todo el mundo el 11 de noviembre de 2014, con la excepción de Bélgica, Japón y Francia que recibieron el juego los días 12, 13 y 14, respectivamente. También fue anunciado que el juego viene con un parche de 20 GB que abrirá una pequeña parte del contenido del juego, aunque se ha prometido que las campañas seguirán siendo jugables, mientras que el parche se instala. También fue posible ordenar el juego pre-digitalmente, lo cual servía para que el juego se instalara antes de tiempo, a pesar de que la descarga aún permanecería cerrada hasta el día de la liberación. El primer día el parche también se descargó antes de tiempo en este escenario de ahorro de los que pre-ordenen digitalmente a tiempo. Los jugadores que pre-compraron a través del Bazar Xbox Live también recibieron acceso temprano al cráneo "Boom", que ofrece el doble de la física de explosión en la Campaña de Halo 2 Anniversary. Todos los cráneos de bonos de preventa se descargaron a todos los jugadores el 12 de diciembre de 2014. En marzo de 2019 se confirmó una versión para Microsoft Windows y Steam que saldrá a finales del 2019. El 17 de noviembre de 2020 se lanzó Halo 4, finalizando la colección completa en Windows 10.